# جلبة (جلد)
الجُلبة (بالإنجليزية: Crust)‏ هو مصل أو قيح أو دم جاف ممزوج ببقايا طلائية أو بقايا بكتيرية.